# 김수양
김수양(金樹羊, 1972년 8월 21일 ~ )은 대한민국의 리포터이자 배우이다.

## 출연작

### 텔레비전 드라마
- 1983년 : 《간난이》 - 간난이 역 (MBC)
- 1985년 :
  - 《아빠 우리아빠》(MBC)
  - 《애처일기》(MBC)

### 영화
- 1984년 : 《사랑하는 자식들아》 - 수양 역

### 예능
- 1995년~2000년 : KBS 2TV TV쇼 진품명품 - 출장감정

## 경력
- 1997년 리포터 방송 복귀
- MBC 어린이 합창단

## 수상 경력
- 1984년 - 제8회 대한민국연극제 최우수연기상
- 1988년 - MBC 연기대상 우수상